# Onthophagus tricavicollis
Onthophagus tricavicollis är en skalbaggsart som beskrevs av Lea 1923. Onthophagus tricavicollis ingår i släktet Onthophagus och familjen bladhorningar. Inga underarter finns listade i Catalogue of Life.